# Танк за плутање
Танк за плутање, који се још назива и изолациони резервоар или флотациони резервоар, осмислио је Др. Џон Лили, лекар и неуро-психијатар. Ову праксу он је развио током 50-их година 20. века. Током праксе на пољу психоанализе, у Националном Институту за Ментално Здравље, Др. Лили је експериментисао са физичком изолацијом. У неуропсихологији одавно је постојало питање шта покреће мозак и одакле се он напаја енергијом. Један од одговора је да су енергетски извори биолошки и унутрашњи и да не зависе од спољашњег окружења. Расправљало се да ли би мозак „отишао на спавање“, у случају да је прекинута сва спољашња стимулација. Вођен овом претпоставком Лили је створио окружење које је потпуно изоловало појединца од спољашњег утицаја. На овај начин је проучавао порекло свесности и његову везу са мозгом. Убрзо је направљен први танк за плутање.

## Танк и његова унутрашњост
Танк за плутање представља капсулу од фибергласа, напуњену водом до 25cm дубине, и засићену густом концентрацијом Епсом соли. Резултујућа велика густина омогућује људском телу да природно, без икаквог напора плута. Чак и глава плута - средиште плутања и гравитације главе су скоро на истом месту, тако да нема бојазни од тоњења.

## R.E.S.T.
Изолованост од спољашњих стимулација, појединцу омогућава да тело заборави и да се концентрише на ум. Техника се заснива на научном приступу дубокој релаксацији - Restricted Environmental Stimulation Therapy (Терапија Ограниченом Стимулацијом из Окружења). Бројни научници и лекари раде на R.E.S.T. теорији, и његовом утицају на ум и тело.
Танк доводи у стање опуштености чула, јер су ум и тело заштићени од спољашњих утицаја. Уобичајен, свакодневни, превише оптерећен рад мозга се смањује и до 90%. На овај начин тело штеди енергију и у могућности је да се лечи и убрзано обнавља.

## Температура и додир
Један од главних спољашњих утицаја на људско тело су температурне промене на површини тела. Температура унутар танка за плутање је прилагођена температури коже. На овај начин нервни завршеци на површини коже више не разликују границе тела од спољашњег окружења.

## Звук
Танк за плутање је звучно изолован. Током плутања корисници носе заштитне слушалице и уши су испод површине воде, што изолује спољашње звуке. Многи људи открију да нежна музика, из подводних звучника, помаже при опуштању.

## Осветљење
Плутање у мраку омогућава сегментима мозга који су стално у раду да се ослободе свога задатка. Тестови су показали смањење електричне активности у мозгу и повећање тета можданих таласа. Тета мождани таласи су повезани са дубоком опуштености. Мрак током плутања такође успоставља равнотежу између десног и левог мозга. Долази до премештања активности са леве половине (логичка, аналитичка и рационална) на десну половину (интуитивна и креативна) мозга.